# Torpedo-Gorki
Torpedo-Gorki (ros. Торпедо-Горький) – rosyjski klub hokeja na lodzie z siedzibą w Niżnym Nowogrodzie.

## Historia
Klub założono w 2019 i w tym samym roku drużyna została przyjęta do Wyższej Hokejowej Ligi, zastępując tym samym zespół HK Sarow, stowarzyszony z klubem z Torpedo Niżny Nowogród z KHL. Po jednym sezonie występów WHL 2019/2020 ekipa została usunięta z rozgrywek.
Po czterech latach Torpedo-Gorki zostało ponownie przyjęte do sezonu WHL 2024/2025. W sezonie zasadniczym drużyna zajęła 7 miejsce, a w fazie play-off triumfowała, zdobywając mistrzostwo i Puchar Mistrza Rosji.

## Sukcesy
- Puchar Mistrza Rosji – WHL: 2025
- Złoty medal mistrzostw Rosji: 2025[10]